# Дуглассвілл (Пенсільванія)
Дуглассвілл (англ. Douglassville) — переписна місцевість (CDP) в США, в окрузі Беркс штату Пенсільванія. Населення — 518 осіб (2020).

## Географія
Дуглассвілл розташований за координатами 40°15′34″ пн. ш. 75°43′28″ зх. д. / 40.25944° пн. ш. 75.72444° зх. д. (40.259431, -75.724435).  За даними Бюро перепису населення США в 2010 році переписна місцевість мала площу 1,81 км², з яких 1,68 км² — суходіл та 0,13 км² — водойми.

## Демографія
Згідно з переписом 2010 року, у переписній місцевості мешкало 448 осіб у 248 домогосподарствах у складі 72 родин. Густота населення становила 247 осіб/км².  Було 299 помешкань (165/км²).
Расовий склад населення:
| - 93,1 % — білих - 2,0 % — азіатів - 1,3 % — чорних або афроамериканців - 2,7 % — осіб інших рас |

До двох чи більше рас належало 0,9 %. Частка іспаномовних становила 5,1 % від усіх жителів.
За віковим діапазоном населення розподілялося таким чином: 14,1 % — особи молодші 18 років, 34,6 % — особи у віці 18—64 років, 51,3 % — особи у віці 65 років та старші. Медіана віку мешканця становила 67,5 року. На 100 осіб жіночої статі у переписній місцевості припадало 77,8 чоловіків;  на 100 жінок у віці від 18 років та старших — 73,4 чоловіків також старших 18 років.
За межею бідності перебувало 30,9 % осіб, у тому числі 21,2 % дітей у віці до 18 років та 12,5 % осіб у віці 65 років та старших.
Цивільне працевлаштоване населення становило 197 осіб. Основні галузі зайнятості: транспорт — 25,9 %, будівництво — 18,8 %, освіта, охорона здоров'я та соціальна допомога — 15,7 %, науковці, спеціалісти, менеджери — 13,7 %.